# Mokraď (Dolný Kubín)
Mokraď je městská část Dolného Kubína.

## Kultura a zajímavosti

### Památky
- Abaffyovský zámeček, dvoupodlažní trojtraktová renesanční stavba z přelomu 16. a 17. století. Barokní přestavbou prošel v roce 1758, dále byl upravován v letech 1930 a 1947. Zámeček má půdorys obdélníku se dvěma nárožními věžemi s dřevěným ochozem a cibulemi pokrytými šindelem. Střecha je mansardová, taktéž šindelová. Při zámečku se nacházejí zbytky původního parku z druhé poloviny 19. století. [1]

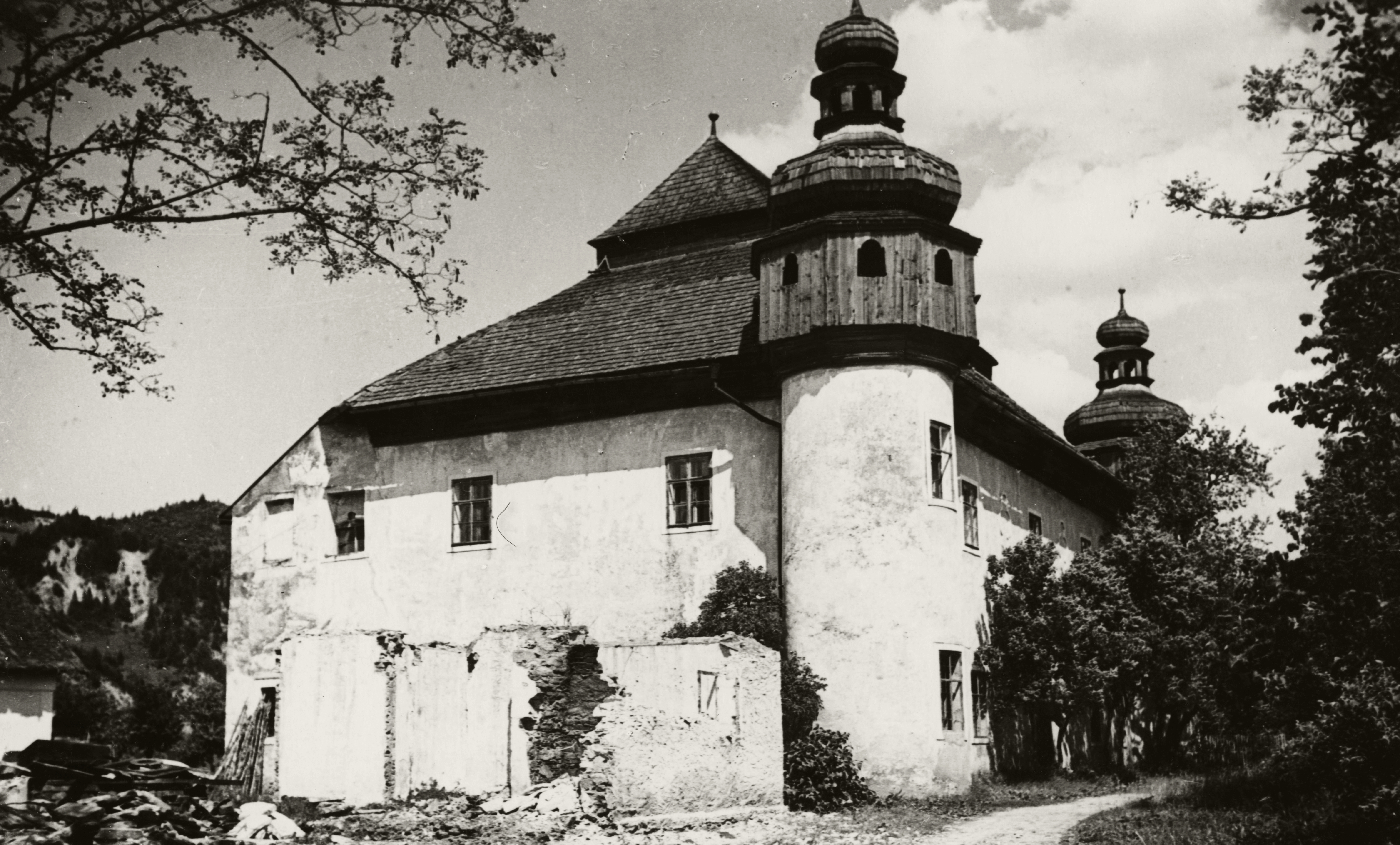
Abaffyovský zámeček v roce 1930